# Taxe carbone en France
Ne pas confondre avec la taxe CO2 qui s'applique en France sur les immatriculations de voitures d'occasion de puissance supérieure à 9 CV
Pour un article plus général, voir Taxe carbone.
La taxe carbone, aussi appelée Contribution Climat-Énergie (CCE) est mise en place en France en 2014 par le gouvernement Ayrault II, après deux tentatives législatives infructueuses en 2000 et 2010. Elle est le plus souvent dénommée composante carbone, car ce n'est pas une taxe spécifique, mais une composante des taxes intérieures de consommation (TIC) sur les combustibles fossiles, proportionnelle à leur contenu carbone. C'est une écotaxe pigouvienne sur les émissions de dioxyde de carbone diffuses qui doit notamment contribuer à l'atteinte des objectifs de la stratégie nationale bas carbone établie en 2015 pour contribuer à l'atténuation du changement climatique et au respect des engagements de la France dans le cadre de la Conférence de Paris de 2015 sur les changements climatiques (COP21). Certains secteurs économiques bénéficient d'exemptions totales ou partielles.
D'un montant initial de 7 € par tonne de CO2 en 2014, elle est réévaluée chaque année avec un objectif de 100 € en 2030. De 2014 à 2017, la taxe n'induit pas de hausse des prix pour les consommateurs car elle est masquée par la forte baisse du prix des produits pétroliers et du gaz naturel. Mais leur remontée en 2018 rend sensible l'augmentation annuelle de la taxe et déclenche le mouvement des Gilets jaunes, menant le gouvernement à geler l'augmentation annuelle du montant de la taxe carbone qui reste depuis fixée à 44,60 € par tonne de CO2.
Ses recettes sont estimées à 3,8 Mds € en 2016, dont 3 Mds affectés au financement du Crédit d'impôt pour la compétitivité et l'emploi (CICE), et 9,1 Mds € en 2018.

## Définition et objectifs
La taxe carbone est une écotaxe sur les émissions de dioxyde de carbone, le principal gaz à effet de serre, qu'elle vise à réduire, dans le but de contrôler le changement climatique. Cette taxe pigouvienne décourage les émissions polluantes en faisant payer les pollueurs à proportion de leurs émissions. En France, elle est appliquée « en amont », sur les énergies fossiles. Sa répercussion sur les produits finaux augmente leur prix proportionnellement aux émissions de dioxyde de carbone engendrées par leur production et/ou leur utilisation, favorisant ainsi les produits induisant le moins d'émissions. L'augmentation progressive et programmée de la taxe permet de guider les investissements sur le long terme, en laissant le temps nécessaire aux consommateurs et aux entreprises pour s'adapter.
La taxe carbone est une possibilité ouverte aux pays s'étant engagés à réduire leurs émissions de gaz à effet de serre dans le cadre de la Conférence de Paris de 2015 sur les changements climatiques. Elle concerne les petits émetteurs diffus et vient en complément des quotas d'émissions négociables qui ne concernent que les plus gros.
Au sein de l'Union européenne, des taxes carbone sont mises en place dans plusieurs autres pays : le Danemark, la Finlande, l'Irlande, la Slovénie et la Suède.

## Historique

### Projet de 2000
En 2000, pour financer la réforme des 35 heures et lutter contre l’effet de serre, le gouvernement Jospin décide d’augmenter la portée de la taxe générale sur les activités polluantes (TGAP) créée le 1er janvier 2000. Le dispositif est adopté par le parlement dans le cadre de la loi de finances rectificative pour 2000, mais censuré par le Conseil constitutionnel. Celui-ci estime alors que certaines dispositions (sur l'électricité) ne correspondaient pas à l'objectif affiché et que la taxe portait atteinte au principe d'égalité devant l'impôt sans justification au regard des objectifs d'intérêt général poursuivis (les grandes entreprises pouvaient bénéficier d'abattements),,.

### Projet de 2009
La taxe carbone figurait dans le « pacte écologique » signé par tous les candidats à l’élection présidentielle française de 2007. En clôture du Grenelle Environnement, le 25 octobre 2007, le président Nicolas Sarkozy s’engage à créer « une taxe climat-énergie en contrepartie d'un allègement de la taxation du travail ».

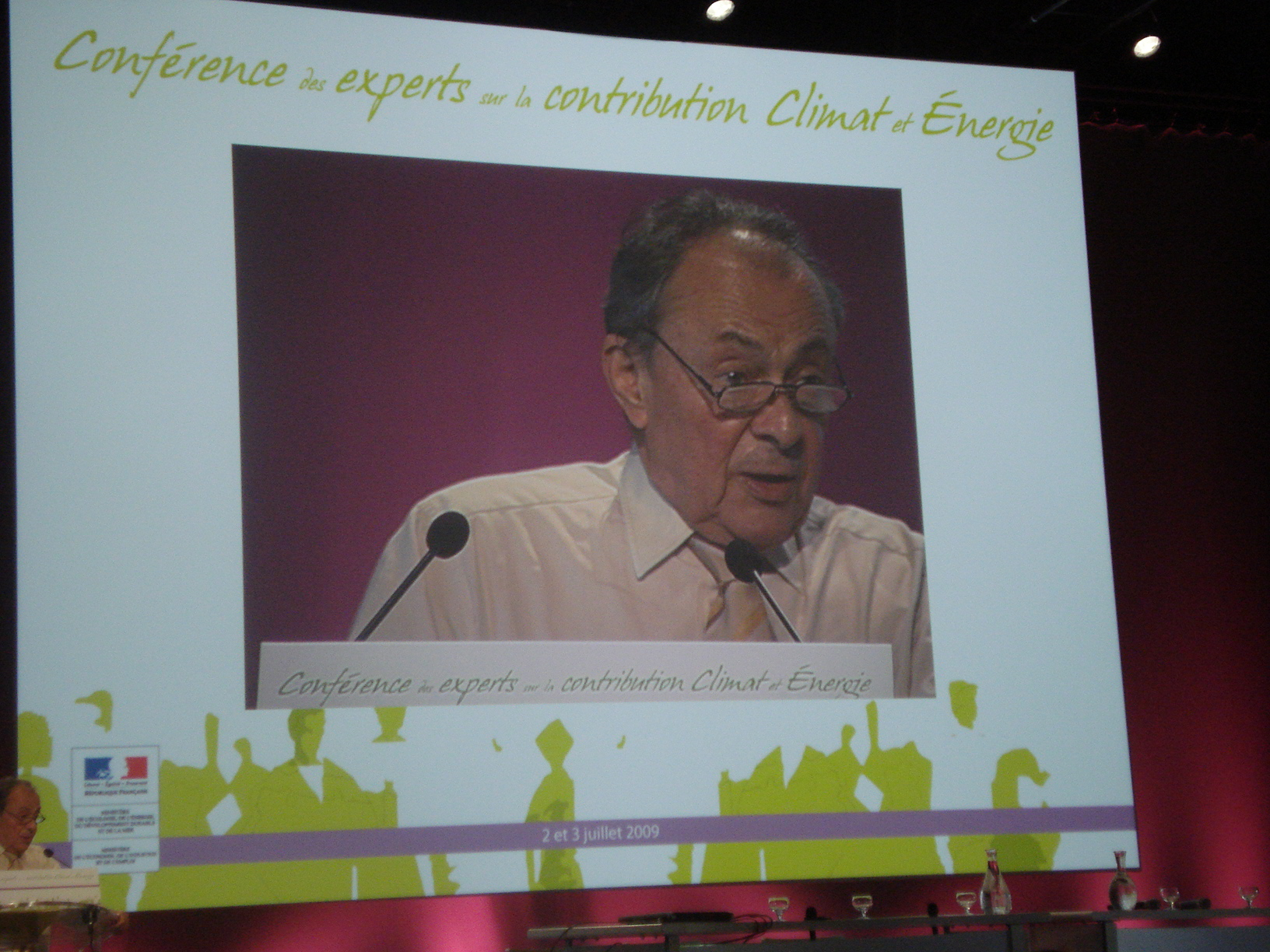
Michel Rocard à la conférence des experts sur la contribution climat énergie le 2 juillet 2009 à Paris

Une conférence d’experts est réunie les 2 et 3 juillet 2009 sous la présidence de Michel Rocard. Dans son rapport rendu le 28 juillet, l’ancien premier ministre socialiste propose la création d'une « Contribution climat-énergie » d’un montant initial de 32 € tonne de CO2, et qui augmenterait de 5 % par an, pour atteindre 100 € en 2030 et de redistribuer une partie de l'argent collecté,,.
Le président de la République annonce le 10 septembre 2009 la mise en place de cette contribution à partir du 1er janvier 2010 pour un montant initial de 17 € par tonne de CO2. L'instauration d'« une taxe carbone sur les produits énergétiques mis en vente ou utilisés comme carburants ou combustibles (hors installations soumises au régime des quotas d'émission de gaz à effet de serre) » figure dans la loi de finances pour 2010. Le texte est discuté au parlement et adopté le 18 décembre 2009.
La taxe carbone devait s’appliquer aux énergies fossiles qui dégagent du CO2 lors de leur combustion : produits dérivés du pétrole (fioul, essence, gazole, gaz de pétrole liquéfié (GPL)...), gaz naturel et charbon.
Ses recettes devaient être en partie reversées aux ménages français sous la forme d’un crédit d'impôt (ou d’un « chèque vert » pour les ménages non imposables) d’un montant de 46 € par adulte dans une zone desservie par les transports en commun (61 € dans le cas contraire), plus 10 € par personne à charge.
Le 29 décembre 2009, le Conseil constitutionnel estime que les nombreuses exonérations inscrites dans le texte de loi créent une rupture d’égalité devant l’impôt et censure la partie de loi de finances dédiée à la taxe carbone,. Le gouvernement prévoit dans un premier temps d’élaborer un nouveau texte pour une mise en place le 1er juillet 2010 puis le premier ministre François Fillon annonce le 23 mars l’abandon du projet en expliquant qu'une taxe de ce genre doit être européenne « pour ne pas plomber la compétitivité des entreprises françaises ».

### Entrée en vigueur
Soutenue par une résolution de l’Assemblée nationale du 4 juin 2013, et préparée par le Comité pour la fiscalité écologique, la mise en place d'une contribution climat énergie (CCE) est annoncée le 21 septembre 2013 par le premier ministre Jean-Marc Ayrault. Elle est promulguée le 29 décembre 2013 dans le cadre de la loi de finances pour 2014 (Loi no 2013-1278, article 32) et entre en vigueur le 1er avril 2014.

## Modalités
La taxe carbone est une composante des taxes intérieures de consommation (TIC) sur les énergies fossiles, proportionnelle à leurs émissions de CO2. Les taxes concernées sont la Taxe intérieure de consommation sur les produits énergétiques (TICPE), anciennement Taxe intérieure sur les produits pétroliers (TIPP), la Taxe intérieure de consommation sur le gaz naturel (TICGN) et la Taxe intérieure de consommation sur le charbon (TICC).

### Montant
| Année     | Taxe carbone €/t CO2 | Taxe carbone €/t CO2 | Taxe carbone €/t CO2 |
| --------- | -------------------- | -------------------- | -------------------- |
| Année     | Hors TVA             | TVA incluse          |                      |
| 2014      | 7,0                  | 8,4                  |                      |
| 2015      | 14,5                 | 17,3                 |                      |
| 2016      | 22,0                 | 26,3                 |                      |
| 2017      | 30,5                 | 36,6                 |                      |
| 2018-2021 | 44,6                 | 53,5                 |                      |

D'un montant initial de 7 €/t de CO2, elle est passée, comme prévu à l'origine, à 14,50 € en 2015 et 22 € en 2016. Sa trajectoire d'évolution est programmée par la Loi relative à la transition énergétique pour la croissance verte du 17 août 2015 : 56 € en 2020, puis 100 € en 2030,,. Ses hausses annuelles doivent cependant être entérinées chaque année dans le cadre de la loi de finances.
En 2014, année de sa mise en application, la taxe carbone est entièrement compensée par une baisse équivalente de la TICPE sur les carburants routiers et le fioul domestique, ce qui fait que son introduction n'a pas d'incidence sur le prix de ces produits. À partir de 2015, l'augmentation de la taxe carbone s'ajoute au montant de la TICPE. Pour les autres combustibles dont le taux de TIC ramené à leur contenu carbone n'atteignait pas 7 €/t CO2 en 2014, la taxe carbone est appliquée de manière qu'ils atteignent ce seuil.
| Combustible      | Unité     | Montant de la TIC (hors TVA) | Montant composante carbone (hors TVA) | Part composante carbone |
| ---------------- | --------- | ---------------------------- | ------------------------------------- | ----------------------- |
| GPL              | c€/kg     | 16,50                        | 9,11                                  | 55 %                    |
| Essence E10      | c€/l      | 63,07                        | 6,97                                  | 11 %                    |
| Gazole           | c€/l      | 53,07                        | 8,07                                  | 15 %                    |
| Fioul domestique | c€/l      | 11,89                        | 8,07                                  | 68 %                    |
| Gaz naturel      | €/MWh PCS | 5,88                         | 5,88                                  | 100 %                   |
| Fioul lourd      | c€/kg     | 9,54                         | 9,54                                  | 100 %                   |
| Charbon          | €/MWh     | 9,99                         | 9,99                                  | 100 %                   |

Pour les produits pétroliers non répertoriés dans ce tableau, se reporter à l'article 265 du code des douanes.
Les taxes intérieures de consommation étant soumises à la TVA (au taux de 20 % en 2017), leur composante carbone l'est également, ce qui a pour effet d'augmenter le signal-prix en direction des acheteurs de combustibles fossiles.
Dans la présentation du plan climat le 7 juillet 2017, Nicolas Hulot, ministre de la transition écologique et solidaire, estime qu'une composante carbone à 100 €/t CO2 à l'horizon 2030 « est insuffisante pour placer le monde sur la trajectoire des 2 °C » et s'engage « à inscrire de manière lisible et durable une augmentation accélérée du prix du carbone qui sera fixée pour les 5 années dans la loi de finances ». Puis dans le courant du mois de juillet 2017, le ministre de l’Économie et des Finances Bruno Le Maire précise la trajectoire qui sera inscrite au projet de loi de finances 2018 : 44,6 € en 2018 et 86,2 € en 2022,. En septembre 2017, Nicolas Hulot confirme la trajectoire annoncée précédemment pour la période 2018-2022, mais indique que l'objectif de 100 €/t CO2 en 2030 n'est pas remis en cause.
| €/litre | Hors TVA | TVA incluse |
| ------- | -------- | ----------- |
| Essence | 0,10     | 0,12        |
| Gazole  | 0,11     | 0,13        |

En réponse au mouvement des Gilets jaunes lié au mécontentement suscité par une forte hausse du prix des carburants, le Premier ministre Édouard Philippe annonce d'abord le 14 novembre 2018 trois mesures en faveur des ménages les plus modestes et des "gros rouleurs", puis le 4 décembre 2018 un moratoire de six mois sur la hausse des taxes sur les carburants prévue pour 2019. Le lendemain, la présidence de la République annonce que la hausse des taxes ne figurera pas dans le projet de loi de finances pour 2019. La loi de finances 2019 promulguée le 28 décembre 2018 supprime du code des douanes les tarifs des taxes intérieures de consommation prévus par la loi de finances 2018 pour les années 2019 à 2022,. L’alignement de la fiscalité du gazole des entrepreneurs non routiers sur la fiscalité des particuliers est également suspendue.
Valeur tutélaire
Le montant de 100 € la tonne de CO2 pour 2030 est la valeur tutélaire du carbone préconisée en 2008 par la commission présidée par Alain Quinet dans le cadre du Centre d'analyse stratégique (CAS). Pour 2050, elle proposait une fourchette de 150 € à 350 €,.
La « valeur tutélaire du carbone » est la valeur que la collectivité donne aux actions permettant d’éviter l’émission d’une tonne équivalent CO2. C'est le montant que devrait atteindre le prix du carbone pour orienter de manière efficiente les choix d'investissement, de recherche et développement dans le cadre des politiques climatiques.
Dans un rapport du 18 février 2019 la commission Quinet préconise de donner au carbone la valeur tutélaire de 250 €/t de CO2 en 2030, contre 100 € prévus à une époque où l’objectif était de diviser par quatre les émissions de gaz à effet de serre à l’horizon 2050. L'engagement pris en 2017 par la France dans son plan pour le climat et la transition énergétique d'atteindre la neutralité carbone en 2050 avait rendu nécessaire de la réévaluer. La valeur tutélaire du carbone devrait encore croître au-delà de 2030, jusqu'à se situer dans une fourchette comprise entre 600 et 900 euros en 2050. Le rapport précise que cela ne signifie pas qu'il faille instaurer une taxe carbone de 250 € par tonne en 2030. La commission Quinet souligne que la tarification du carbone n'est qu'un outil pour réaliser la transition énergétique : d'autres leviers sont à actionner, comme la réglementation, les subventions, les mesures d'accès au crédit. Le rapport appelle à examiner de plus près les effets redistributifs d'une tarification du carbone, afin de pouvoir construire des « mécanismes de compensation [et des] alternatives décarbonées les mieux ciblées ».

### Exonérations
Les installations soumises au système communautaire d'échange de quotas d'émission (SCEQE) ainsi que certains secteurs économiques considérés comme fragiles ou soumis à la concurrence internationale bénéficient d'exonérations totales ou partielles. Ainsi notamment : les transporteurs routiers, les exploitants de transports publics et de taxis, les exploitants agricoles, le transport fluvial de marchandises, le transport aérien hors aviation de tourisme, la pêche, la navigation maritime hors navigation de plaisance. 
Par ailleurs, des traitements préférentiels sont accordés aux produits énergétiques utilisés à des fins autres que carburants ou combustibles, pour la production d’électricité à l’exception de certaines installations de cogénération et pour les besoins de l’extraction et de la production de gaz naturel ; par contre, les réductions de TICPE pour les biocarburants ont été totalement supprimées en 2016.
La loi de finances rectificative pour 2014 ajoute une exonération supplémentaire en gelant la taxe carbone à son niveau de 2014 et ce, jusqu'en 2019, pour certaines installations industrielles grandes consommatrices d'énergie, en particulier dans la chimie, répondant à trois critères :
- ne pas être assujetties au système européen d'échange de quotas d'émissions de carbone (SCEQE) ;
- dépasser un seuil de montant des taxes énergétiques acquittées par l'entreprise de 0,5 % de leur valeur ajoutée ;
- relever de secteurs considérés comme exposés à un risque important de fuite de carbone[40].

Le projet de loi de finances pour 2019 prévoit la fin du taux réduit de TICPE pour le gazole non routier utilisé par le secteur du BTP ainsi que divers secteurs comme la métallurgie, la chimie, les industries extractives ou encore la récupération. Cette disposition envisage de faire rentrer 900 M€ dans les caisses de l’État, sur un total de 2 Mds € qu'ont coûté ces exonérations en 2018. Mais à la suite du mouvement des Gilets jaunes, cette disposition n'est finalement pas inscrite dans la loi votée le 20 décembre 2018. Mi-2019, le gouvernement fixe un nouveau calendrier en trois paliers entre juillet 2020 et janvier 2022. Mais la crise sanitaire permet au secteur du BTP, opposant farouche à la mesure, d'obtenir à l'été 2020 que la réforme soit reportée à l'été 2021 pour une application en une seule fois. En juin 2021, elle est à nouveau reportée au 1er juillet 2022.
Les exemptions totales et les remboursements de TICPE, TICGN et TICC sont évaluées à 9,6 Mds € en 2018 (dont 3 Mds € pour le transport aérien, 2 Mds € pour le gazole non routier et 1,1 Mds € pour le transport routier de marchandises), un montant supérieur aux recettes de la taxe carbone. Pour 2019, le Réseau Action Climat évalue à 11 Mds € les remboursements et exonérations de taxes sur les énergies fossiles et dénonce ce qu'il considère comme des subventions accordées aux entreprises.

### Recettes
Les recettes liées à l’introduction de la composante carbone dans la fiscalité de l’énergie sont estimées à 0,3 Md € en 2014, 2,3 en 2015, 3,8 en 2016 (dont 2,3 pour les carburants), 6,4 en 2017 et 9,1 Mds € en 2018.
Il n’est pas possible de suivre précisément l’usage qui est fait des recettes de la taxe carbone du fait qu'elle n'est qu'une composante de la TICPE et des autres TIC (taxes de consommation intérieure). 
Depuis 2017, une partie des recettes de la TICPE est affectée à un compte d’affectation spécial « transition énergétique » (CAS TE), une exception au principe de non affectation des budgets. Ce compte, créé en 2015, est destiné à financer les énergies renouvelables ainsi que la Contribution au service public de l'électricité (CSPE). Le CAS TE est alimenté principalement par la TICPE (7,2 Mds €) et de manière plus marginale par la TICC (1 M€) et les revenus de la mise aux enchères des garanties d’origine de l’électricité renouvelable (17 M€),.
Le restant des recettes de la TICPE n’est pas explicitement fléché vers des dépenses publiques précises, mais certaines de celles-ci sont destinées à compenser ces prélèvements. Ainsi en 2016, elles ont contribué au financement du Crédit d'impôt pour la compétitivité et l'emploi (CICE) pour 3 Mds € et du taux réduit de TVA sur les travaux de rénovation énergétique pour 1 Md €. La compensation n'est toutefois que partielle, et, selon la Commission des Affaires économiques du Sénat sur le projet de loi de finances pour 2018, l’écart se creuserait entre les recettes et les mesures compensatoires sur les produits énergétiques et les mesures d'accompagnement.
Le financement du CICE par le supplément de recettes lié à l'introduction de la composante carbone et à la convergence essence-diesel est prévu dès la mise en place de la réforme des TIC : il correspond à une volonté du gouvernement Ayrault II, formalisée dans la lettre de mission de juillet 2013 des ministres Pierre Moscovici et Delphine Batho, à l’attention de Christian de Perthuis, président du comité pour la fiscalité écologique (CFE) chargé de faire des propositions au gouvernement. La plupart des membres du CFE dénoncent cette demande.

### Mesures d'accompagnement
Chèque énergie
Après une phase d'expérimentation en 2016 et 2017 dans 4 départements, la loi de finances 2018 étend le « chèque énergie » à l'ensemble du territoire français. Il se substitue aux tarifs sociaux, pour un montant moyen comparable : 150 € par foyer en 2018 et 200 € en 2019. Quatre millions de ménages aux revenus modestes peuvent en bénéficier pour payer des factures pour tout type d'énergie ou pour financer des travaux de rénovation énergétique,. Il présente l'avantage par rapport aux tarifs sociaux de couvrir les ménages se chauffant au fioul et de ne pas détourner les bénéficiaires des économies d'énergie.
Le chèque énergie fait partie du Paquet solidarité climatique, un ensemble de mesures pour les ménages les plus modestes destinées à les aider à réduire leur empreinte carbone en investissant dans de nouveaux véhicules ou équipements.

## Impact

### Impact sur les émissions
Une étude publiée en février 2020 par l'Organisation de coopération et de développement économiques (OCDE) évalue à 5 % la réduction des émissions de CO2 du secteur manufacturier français due à la taxe carbone entre 2014 et 2018. Ceci représente 3,6 millions de tonnes d'émissions « évitées », soit 0,5 % de l'empreinte carbone de la France en 2019.

### Impact sur les prix
| Combustible      | Unité     | 2013  | 2017  | 2018  | 2021  |
| ---------------- | --------- | ----- | ----- | ----- | ----- |
| GPL              | c€/kg     | 10,76 | 16,50 | 20,71 | 20,71 |
| Essence E10      | c€/l      | 60,69 | 63,07 | 66,29 | 68,29 |
| Gazole           | c€/l      | 42,84 | 53,07 | 59,40 | 59,40 |
| Fioul domestique | c€/l      | 5,66  | 11,89 | 15,62 | 15,62 |
| Gaz naturel      | €/MWh PCS | 0     | 5,88  | 8,45  | 8,43  |
| Fioul lourd      | c€/kg     | 1,85  | 9,54  | 13,95 | 13,95 |
| Charbon          | €/MWh     | 1,19  | 9,99  | 14,62 | 14,62 |

Durant la période 2013-2017, le montant des TIC n'a pas été affecté que par l'introduction de la composante carbone. Ainsi, la TICPE sur le gazole a été augmentée de 0,02 € en 2014 afin de compenser le manque à gagner lié à l'abandon de l'Taxe nationale sur les véhicules de transport de marchandise, dite « écotaxe poids lourd ». Par ailleurs, un rapprochement des taxes sur l'essence et le gazole est amorcé en 2016 par une baisse de 0,01 € de la TICPE sur l'essence et une augmentation équivalente de celle sur le gazole. Ce rapprochement se poursuit en 2017 avec la même amplitude qu'en 2016. 
Du fait de la forte baisse des prix des produits pétroliers et du gaz naturel intervenue en 2014 et 2015, l’introduction de la composante carbone n'a pas induit d'augmentation de prix pour les consommateurs. Au 1er janvier 2018, le prix TTC des carburants est revenu au niveau de 2014. Les prix du gaz naturel et du fioul domestique restent inférieurs d’environ 10% à leur niveau de 2014. En 2018, la remontée des cours du pétrole brut et l'augmentation de la TICPE au 1er janvier 2018 font repasser les prix de l'essence et surtout du gazole au dessus de leur niveau de 2014.

### Impact social
Selon l'OCDE, l'impact social serait « minime ». La taxe entraîne des réductions de personnel dans les entreprises de plus de 50 salariés à forte intensité énergétique, « mais pas dans les petites entreprises qui restent sur le marché ». On assiste à un redéploiement de la production et des effectifs salariés des grandes entreprises intensives en énergie vers les entreprises économes en énergie.

## Perspectives

### Projet de relance de la hausse
En mars 2019 le Conseil d'analyse économique (CAE) recommande de relancer la hausse mais « en s’attachant à en expliquer les enjeux et les mécanismes au public », estimant que la transition énergétique coûterait deux à trois fois plus cher sans le signal-prix de la taxe carbone. Il préconise de redistribuer aux ménages la totalité des nouvelles recettes, de manière décroissante avec le revenu et en prenant en compte les disparités géographiques. La taxe devrait être uniformément appliquée à la sortie des raffineries, sans exemption ni dispositif de remboursement, pour que les secteurs les plus polluants (transport de marchandises et aérien, travaux publics, etc.) en supportent le poids au même titre que les ménages. Les recettes liées à la fin des exonérations seraient dédiées à préserver la compétitivité des secteurs affectés. Il propose également de moduler temporairement la trajectoire de la TICPE en cas de variations importantes du prix du pétrole,.
Des instituts de recherche et une ONGE ont également émis des propositions préconisant toutes une reprise, plus modérée, de la hausse. Elles insistent sur la nécessité de justice sociale par redistribution d'une partie des recettes et par la fin des exemptions, : l'Observatoire français des conjonctures économiques (OFCE), l'I4CE - Institute for Climate Economics associé au think tank Terra Nova, les chercheurs Nicolas Berghmans, Lucas Chancel et Mathieu Saujot de l'Institut du développement durable et des relations internationales (IDDRI) et le Réseau Action Climat. L'Agence de l'environnement et de la maîtrise de l'énergie (Ademe)) insiste également sur l'équité et propose de remplacer la taxe carbone et sa logique de rendement par une contribution climat solidarité.
Mi-mars 2019, 77 % des Français sondés s'opposent à une reprise de la hausse de cette taxe en 2020 ; même si cette fiscalité était affectée intégralement à la transition écologique, 60 % des Français s'y disent opposés. De son côté, le premier ministre ne souhaite pas « augmenter la pression fiscale » en France ; il se dit opposé à la hausse.
L'Institute for Climate Economics (I4CE), un think tank spécialiste de la transition énergétique, invite à tirer les enseignements des expériences à l'étranger pour relancer la taxe carbone en France : vingt-cinq taxes carbone et vingt-six marchés de quotas échangeables fonctionnent dans le monde ; les recettes de la tarification du carbone sont passées à 45 milliards de dollars en 2018, contre 32 milliards en 2017 et 22 milliards en 2016. Trois leçons sont tirées de ces expériences :
1. transparence sur l'usage des revenus : il faut « rendre l'argent » d'une manière ou d'une autre, et le rendre en portant une attention particulière aux ménages modestes ;
2. rendre visibles les contreparties à la hausse de cet impôt : en Californie, les recettes du marché carbone alimentent un fonds public, alloué à 60 % à la mobilité et au logement ;
3. savoir entendre les critiques, s'adapter, et persévérer : les taxes carbones étrangères ont connu des ajustements face à l'opposition qu'elles pouvaient susciter.

En septembre 2019, la Cour des comptes publie un rapport du Conseil des prélèvements obligatoires (CPO) sur la fiscalité environnementale, qui « propose la reprise d’une trajectoire de fiscalité carbone, tant cet outil paraît conditionner l’atteinte des  objectifs environnementaux. Son assiette devrait néanmoins être élargie en vue de toucher  l’ensemble des consommations fossiles. Il conviendrait en outre de revoir les exemptions du transport aérien et maritime, les mécanismes de remboursement du secteur routier et les taux réduits applicables au gazole non routier dans la perspective d’un alignement progressif sur le droit commun ». Le CPO souhaite également une clarification de la visée comportementale de la fiscalité carbone, qui nécessite sa dissociation de la TICPE, des mesures compensatoires en direction des ménages et des entreprises les plus vulnérables (mais ces mesures compensatoires ne doivent pas aboutir à subventionner l’usage des énergies fossiles), et un suivi transparent de l’usage des recettes,.
En février 2022, le Conseil des prélèvements obligatoires publie un nouveau rapport sur le « déficit d'acceptation » des taxes sur l'énergie. Elles pèsent inégalement sur les contribuables : le taux effectif rapporté au revenu des ménages est plus lourd pour les ménages modestes (le taux d'effort est de 7,2 % pour le premier quintile, contre seulement 2,1 % pour le cinquième). Pour rendre la fiscalité de l'environnement plus acceptable, le CPO propose de déroger au principe de non-affectation des recettes, afin d'affecter le produit de cette fiscalité à des investissements verts et au soutien des revenus des ménages les plus modestes.
Le 6 septembre 2024, la Cour des comptes publie un avis estimant que les taxes sur l'énergie sont trop décorrélées des enjeux climatiques. En 2021, les taxes sur l'énergie ont rapporté à l'État 60 milliards d'euros, dont 15 milliards de TVA. Or les exonérations et réductions diverses lui font perdre 16 milliards d'euros par an. Une réforme est urgente, car dès 2027 la réforme du marché carbone européen va se traduire par un renchérissement de l'énergie pour les entreprises comme pour les ménages : +11 à 13 % pour le gaz et +10 à 11 % pour le carburant.

### Projet de taxe carbone aux frontières
Au-delà des émissions directes de GES, les émissions liées à l'énergie grise, en particulier celles produites par la fabrication des biens consommés, sont en grande partie localisées à l'étranger.
Une étude publiée le 9 janvier 2020 par l'ADEME et l'OFCE détaille l’empreinte carbone des ménages français : les émissions « importées »  compteraient pour presque la moitié de l’empreinte carbone annuelle de la France et conclut qu'une taxe carbone aux frontières serait plus efficace que la fiscalité carbone portant sur les produits énergétiques au niveau national pour réduire les émissions de gaz à effet de serre liées à la consommation des ménages. Elle détaille l’empreinte carbone des ménages français par poste et par niveau de vie afin d'évaluer « les impacts économiques qu'aurait l'introduction d'une fiscalité climatique aux frontières sur les ménages selon leur profil économique ».
Le 13 décembre 2022, les législateurs européens trouvent en trilogue un terrain d'entente pour donner naissance au Mécanisme d'ajustement carbone aux frontières, première taxe carbone aux frontières au monde. Il concernera les importations des secteurs jugés les plus polluants (fer et acier, aluminium, ciment, engrais, électricité) proposés par la Commission européenne, élargis à l’hydrogène, comme le réclamait le Parlement européen. La chimie organique et les polymères (plastiques) restent pour le moment exclus. Une clause de révision prévoit néanmoins de réexaminer ces secteurs. Le texte prévoit aussi l'intégration, un an avant la mise en place du mécanisme, de produits transformés comme la voiture. Les secteurs couverts représenteraient entre 55 et 60 % des émissions industrielles de l'UE. Les importateurs devront, à partir de 2026 ou 2027, acheter des certificats d'émission basés sur le prix du carbone qu'ils auraient dû acquitter si les biens avaient été produits dans l'UE. Dès octobre 2023, ils devront déclarer la quantité d'émissions contenue dans les biens reçus. Plus de 14 milliards d'euros annuels de revenus sont attendus. L'objectif est de lutter contre les fuites de carbone dans un cadre compatible avec les règles de l'Organisation mondiale du commerce (OMC).

### Mesures alternatives ou complémentaires

#### Quotas d'émissions dans le cadre de l'Union européenne
L’Union européenne a mis en place depuis le 1er janvier 2005 le système communautaire d'échange de quotas d'émission (SCEQE) qui couvre 45 % des émissions de CO2 en provenance principalement des secteurs de l’énergie et des industries grosses consommatrices d’énergie. Chaque année, les entreprises se voient attribuer, de manière gratuite ou aux enchères, un volume de quota d’émissions de CO2. Les entreprises qui font des efforts pour réduire leurs émissions peuvent ensuite revendre leurs quota, et inversement celles qui émettent trop doivent en acheter.
Le 18 décembre 2022, un accord est obtenu en trilogue sur la réforme du marché européen du carbone : un second marché (ETS2) sera créé pour les carburants routiers et le chauffage des bâtiments. Cette réforme défendue par la Commission mais particulièrement controversée, a pu se faire mais sera très encadrée : le Parlement a obtenu qu'elle n'entre en application pour les ménages qu'à partir de 2027 et que le prix du carbone soit plafonné à 45 euros par tonne de CO2 au moins jusqu'en 2030. Ce système devrait se substituer en France à la taxe carbone dont le montant s'élevait en 2022 à 44,60 euros hors TVA.

#### Taxes sur d'autres gaz à effet de serre
La loi de finances 2019 (Article 197) crée à compter du 1er janvier 2021 une taxe sur les hydrofluorocarbures (HFC), une famille de puissants gaz à effet de serre. D'un montant initial de 15 €/t CO2éq., elle devrait atteindre 30 €/t CO2éq. en 2025. Des exonérations sont prévues pour les exportations et certains usages industriels, militaires, sanitaires ou de transport. Les HFC comptent pour un peu plus de 5 % des émissions de gaz à effet de serre de la France. L'entrée en vigueur de cette taxe a été reportée au 1er janvier 2023 par un amendement au projet de loi de finances (PLF) 2021.

#### Suppression des subventions aux énergies fossiles
L'OCDE a recensé les mesures de soutien à la production ou à la consommation de combustibles fossiles dans ses 34 pays membres et six grands partenaires économiques. Elle estime que cette fiscalité noire, nom qu'elle utilise pour désigner ces aides directes ou indirectes, compromet les efforts entrepris pour atténuer le changement climatique et appelle les pays concernés à les réformer,. En France, ces subventions ont atteint 3,4 milliards € en 2014,.
Le Fonds monétaire international (FMI) estime que les subventions aux énergies fossiles sont beaucoup plus importantes et auraient atteint 35 milliards $ en 2015, soit 1,4 % du PIB. L'écart avec l'inventaire de l'OCDE tient à une définition différente des subventions : le FMI considère comme subvention tout écart avec un prix efficace, c'est-à-dire un prix tenant compte des coûts de production, des coûts environnementaux et de considérations fiscales.
Les exemptions de taxes peuvent également être considérées comme des subventions. Ainsi l'exemption de TICPE sur le kérosène a été évaluée officiellement à 3,6 milliards € en 2019. Elle s'élèverait même à 7,2 milliards € en se basant sur le taux appliqué à l’essence E10 et en ajoutant la TVA qui s’applique sur la TICPE.

#### Taxation implicite (ou effective) du carbone en France
Les énergies fossiles sont taxées dans la plupart des pays. Même si ces taxes ne sont pas liées à leur contribution au changement (émissions de CO2), elles ont néanmoins un impact sur le comportement des acteurs économiques.
L'OCDE a analysé les taxes sur la consommation d'énergie dans 41 pays en 2012. Selon l'organisation internationale, ces taxes ne sont généralement pas à la hauteur des conséquences de l'énergie sur l'environnement et « elles n’influent que de façon limitée sur les efforts visant à réduire la consommation d’énergie, à améliorer l’efficacité énergétique et à encourager l’adoption de formes d’énergie moins nocives » ; des écarts importants existent entre énergies ; ainsi le charbon bien que le plus nocif pour le climat, est taxé à des taux particulièrement faibles, voire pas du tout.
En France, la taxation implicite du carbone se fait essentiellement par l'intermédiaire de la taxe intérieure de consommation sur les produits énergétiques (TICPE). Selon l'OCDE, son taux moyen rapporté à la tonne de CO2 était en 2012 de 61 €/t CO2 : 268 € pour le super sans-plomb, 161 € pour le gazole et 26 € pour le fioul domestique.
Selon le rapport de juillet 2020 du Haut Conseil pour le climat, la taxation implicite s'élève en moyenne à 114 €/tCO2 avec de grandes disparités : les ménages sont plus imposés que les entreprises et les administrations (182 €/tCO2 contre 72 €/tCO2 en moyenne), le charbon (26 €/tCO2) a une taxation inférieure à celle des produits gaziers (36 €/tCO2) ou pétroliers (154 €/tCO2). Le transport est soumis à une taxation comprise entre 145 €/tCO2 pour les entreprises et administrations et 262 €/tCO2 pour les ménages, tandis que les autres secteurs sont taxés à un taux inférieur à 50 €/tCO2. Le transport routier de marchandises fait face à une taxation de 183 €/tCO2 tandis que le transport aérien pour les vols intra-communautaires est taxé à 26 €/tCO2 environ en 2018. Enfin les émissions liées au fioul lourd pour le fret maritime international et au kérosène pour les vols internationaux hors-UE ne sont pas taxées.